# Світозаревське сільське поселення
Світоза́ревське сільське поселення (рос. Светозаревское сельское поселение) — адміністративна одиниця у складі Слободського району Кіровської області Росії. Адміністративний центр поселення — присілок Світозарево.

## Історія
Станом на 2002 рік на території сучасного поселення існували такі адміністративні одиниці:
- частина Карінського сільського округу (присілки Омсіно, Паскіно, Підгорне)
- Світозаревський сільський округ (село Круглово, присілки Алексієво, Амур, Будіно, Буріно, Верхнє Мочагіно, Зяміно, Кобляки, Красногор'є, Нижнє Мочагіно, Піски, Полево, Світозарево, Той-Дой, Ужоговиця)

Поселення було утворене згідно із законом Кіровської області від 7 грудня 2004 року № 284-ЗО у рамках муніципальної реформи шляхом перетворення Світозаревського сільського округу.
Станом на 2002 рік присілки Омсіно, Паскіно і Підгорне перебували у складі Карінського сільського округу, а вже 2004 року — у складі Світозаревського сільського округу.

## Населення
Населення поселення становить 508 осіб (2017; 526 у 2016, 534 у 2015, 562 у 2014, 559 у 2013, 566 у 2012, 579 у 2010, 724 у 2002).

## Склад
До складу поселення входять 17 населених пунктів:
| Населений пункт           | Населення, осіб (2002) | Населення, осіб (2010) |
| ------------------------- | ---------------------- | ---------------------- |
| Алексієво, присілок       | 1                      | 1                      |
| Амур, присілок            | 1                      | 0                      |
| Будіно, присілок          | 0                      | 0                      |
| Буріно, присілок          | 32                     | 25                     |
| Верхнє Мочагіно, присілок | 21                     | 18                     |
| Зяміно, присілок          | 8                      | 0                      |
| Кобляки, присілок         | 1                      | 0                      |
| Красногор'є, присілок     | 65                     | 35                     |
| Круглово, село            | 13                     | 5                      |
| Нижнє Мочагіно, присілок  | 89                     | 63                     |
| Омсіно, присілок          | 19                     | 20                     |
| Паскіно, присілок         | 20                     | 15                     |
| Підгорне, присілок        | 9                      | 4                      |
| Піски, присілок           | 39                     | 39                     |
| Полево, присілок          | 0                      | -                      |
| Світозарево, присілок     | 404                    | 354                    |
| Той-Дой, присілок         | 0                      | 0                      |
| Ужоговиця, присілок       | 2                      | 0                      |